# Dicranomyia ventralis
Dicranomyia ventralis är en tvåvingeart som först beskrevs av Theodor Emil Schummel 1829.  Dicranomyia ventralis ingår i släktet Dicranomyia och familjen småharkrankar. Arten är reproducerande i Sverige. Inga underarter finns listade i Catalogue of Life.